# Rio Rufino
Rio Rufino är en kommun i Brasilien.   Den ligger i delstaten Santa Catarina, i den södra delen av landet, 1 400 km söder om huvudstaden Brasília. Antalet invånare är 2 436.
I omgivningarna runt Rio Rufino växer i huvudsak städsegrön lövskog. Runt Rio Rufino är det glesbefolkat, med 14 invånare per kvadratkilometer.